# Herbie Steward
Herbert Bickford Steward (ur. 7 maja 1926 w Los Angeles, zm. 9 sierpnia 2003 w Clearlake) – amerykański saksofonista i klarnecista jazzowy.

## Życiorys
Koncertował i nagrywał z kilkoma najlepszymi orkiestrami końca lat 40., prowadzonymi przez takich bandliderów, jak Artie Shaw, Alvino Rey, George Handy, Jack Teagarden, Ralph Burns i Woody Herman. Zyskał sławę jako członek sekcji saksofonowej (Serge Chaloff, Stan Getz, Zoot Sims, Herbie Steward), big-bandu The Second Herd Hermana, która dokonała pierwszego wykonania oraz nagrania kompozycji The Four Brothers Jimmy’ego Giuffrego.
W 1948 odszedł z formacji Hermana i następnie współpracował z różnymi zespołami, m.in. orkiestrą Phila Carreóna. W latach 50. intensywnie koncertował i nagrywał z big-bandem Harry’ego Jamesa, który w tym czasie unowocześnił brzmienie swojego zespołu. W 1952 nagrał jeden utwór, standard Tenderly, na płytę big-bandu Stana Kentona Popular Favorites by Stan Kenton. Pracował także z małymi grupami, które niekiedy sam prowadził, ale przeważnie grał jako sideman. Swój pierwszy album jako lider nagrał dopiero w 1962. Płyta została opatrzona tytułem: Herb Steward Plays So Pretty. Drugim i najlepszym jego LP był zrealizowany w 1981 album: The Three Horns of Herb Steward.

## Wybrana dyskografia
- 1950 Herbie Steward Quintet – T'aint No Use/Sinbad the Tailor (Roost) – 78 RPM
- 1957 Herb–Al–Zoot–Serge – The Four Brothers .... Together Again! (RCA)
- 1962 Herb Steward Plays So Pretty (Ava Records)
- 1981 The Three Horns of Herb Steward – Herb Steward Quintet with Eddie Duran (Famous Door)
- 2002 Herbie’s Here (M & I)
- 2007 Herb Steward – One Brother (Mobile Fidelity Sound Lab) – kompilacja
- 2008 One Morning in May – Herbie Steward–Gene Dinovi–Dave Young–Yukio Kimura (Marshmallow Export)

Różni wykonawcy
- 1980 Al Haig Meets the Master Saxes – Volume Three (Spotlite Records) – kompilacja

Zestawienie wg dat wydania płyt